# Identidade secreta
A identidade secreta é um elemento de ficção típico de histórias de super-heróis ou outros personagens que utilizam um  pseudônimo. Para manter a identidade, tais personagens utilizam recursos que vão desde uma simples máscara a uma roupa, enquanto lutam contra a criminalidade mantendo sua verdadeira identidade oculta.
A utilização de identidades secretas remonta ao início do século XX, com personagens como Zorro.
O uso de identidades secretas remonta ao início do século XX com personagens como o Pimpinela Escarlate (1903),  Jimmie Dale, o Selo Cinza (1914), Zorro (1919 ) e o Lone Ranger (1933). Uma linha no romance "O Pimpinela Escarlate" diz: "Porque o Pimpinela Escarlate trabalha no escuro, e sua identidade só é conhecida sob o solene juramento de segredo a seus seguidores imediatos".
No início da década de 1930, o conceito de uma identidade secreta tornou-se mais generalizada em revistas em quadrinhos.

## Motivos para o herói ter uma identidade secreta
- Para poder ter uma vida normal, separada da vida de heroísmo.
- Ele quer ter privacidade.
- Para proteger as pessoas que o herói ama, como família, amigos e namorada, pois os vilões podem ir atrás deles.
- O que o herói faz é vigilantismo, o que é ilegal.
- O herói pode ser capturado e usado em experimentos, para tentar replicar seus poderes.
- O herói tem um objeto especial que permite que ele tenha poderes, e o objeto pode ser roubado.
- As duas identidades podem ser úteis para combater o crime, caso a identidade civil seja alguém rico, um jornalista, um político ou com um trabalho na polícia, podendo fazer o que a identidade de herói não pode.

## Principais identidades secretas

### DC Comics
- Batman: Bruce Wayne
- Superman: Clark Kent ou Kal-el
- Flash: Jay Garrick, Barry Allen, Wally West e Bart Allen
- Lanterna Verde: Hal Jordan, Guy Gardner, John Stewart e Kyle Rayner
- Caçador de Marte (Ajax ou Marciano): John Jones Middleton ou J'onn J'onzz
- Robin: Dick Grayson, Jason Todd, Tim Drake e Damian Wayne
- Arqueiro Verde: Oliver Queen
- Mulher Maravilha: Diana Prince
- Capitão Marvel (DC Comics) (Shazam): Billy Batson
- He-Man: Adam Randorson (Príncipe Adam)

### Marvel Comics
- Homem-Aranha: Peter Parker
- Gavião Arqueiro: Clint Barton
- Viúva Negra: Natasha Romanoff
- Homem-Formiga: Hank Pym, Scott Lang e Erick o'Grady
- Motoqueiro Fantasma: Johnny Blaze
- Wolverine: James Howlett ou Logan

## Heróis que tinham uma identidade secreta, mas foi revelada

### Marvel Comics
- Homem de Ferro: Tony Stark
- Capitão América: Steve Rogers
- Hulk: Bruce Banner

## Heróis sem identidade secreta

### Marvel Comics
- Thor
- Sr. Fantástico: Reed Richards
- Mulher Invisível: Susan Storm
- Tocha Humana: Johnny Storm
- Coisa: Ben Grimm
- Justiceiro: Frank Castle

### Outros
- As Meninas Superpoderosas (Florzinha, Lindinha e Docinho)
- Chapolin Colorado (Seu nome real é mesmo Chapolin Colorado)
- Grande Saiyaman (Son Gohan)

## Galeria de imagens